# Richard Katzenstein (Chemiker)

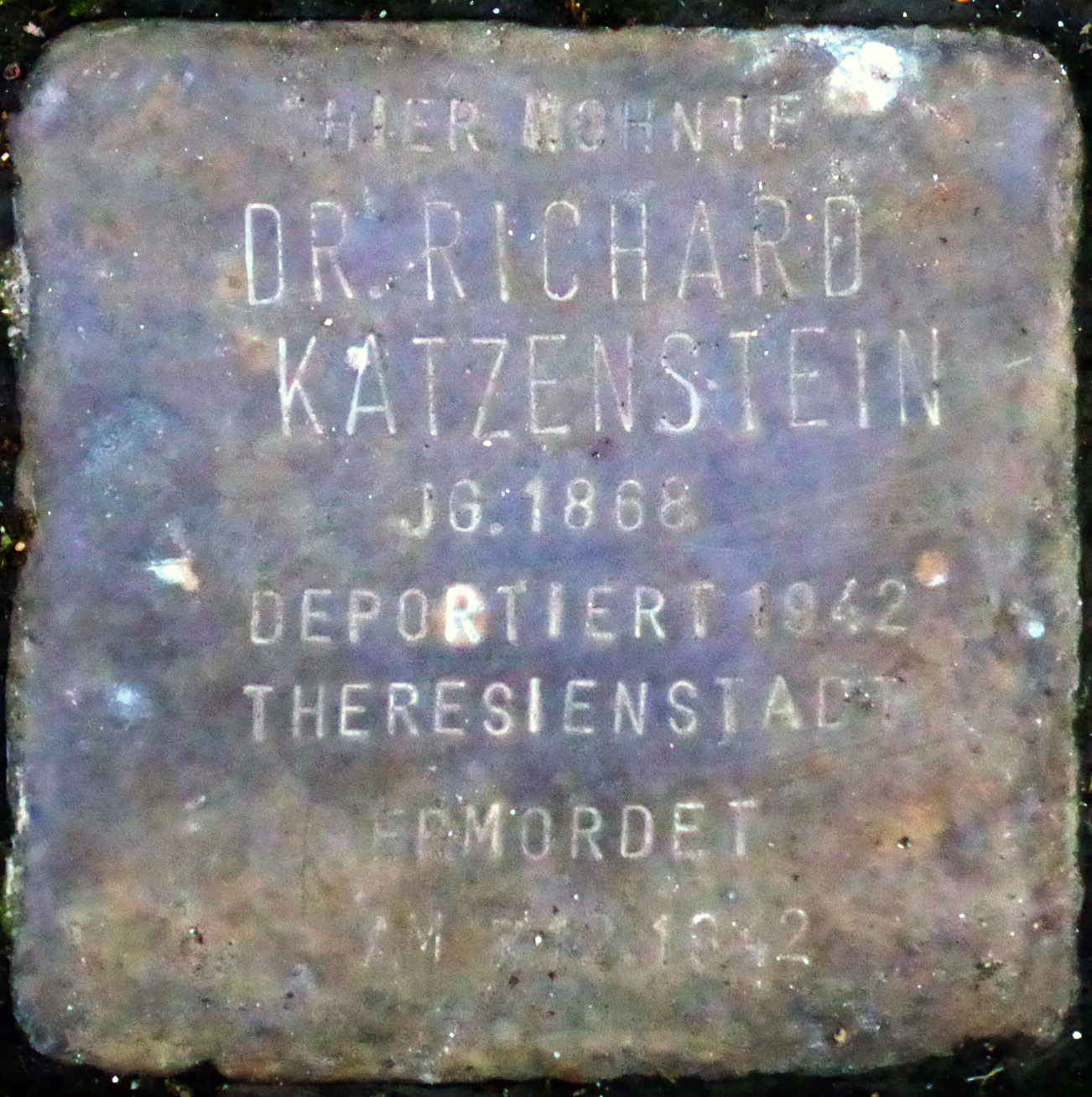
Stolperstein für Richard Katzenstein vor seinem ehemaligen Wohnhaus in der Raschdorffstraße 12 im Kölner Stadtteil Braunsfeld

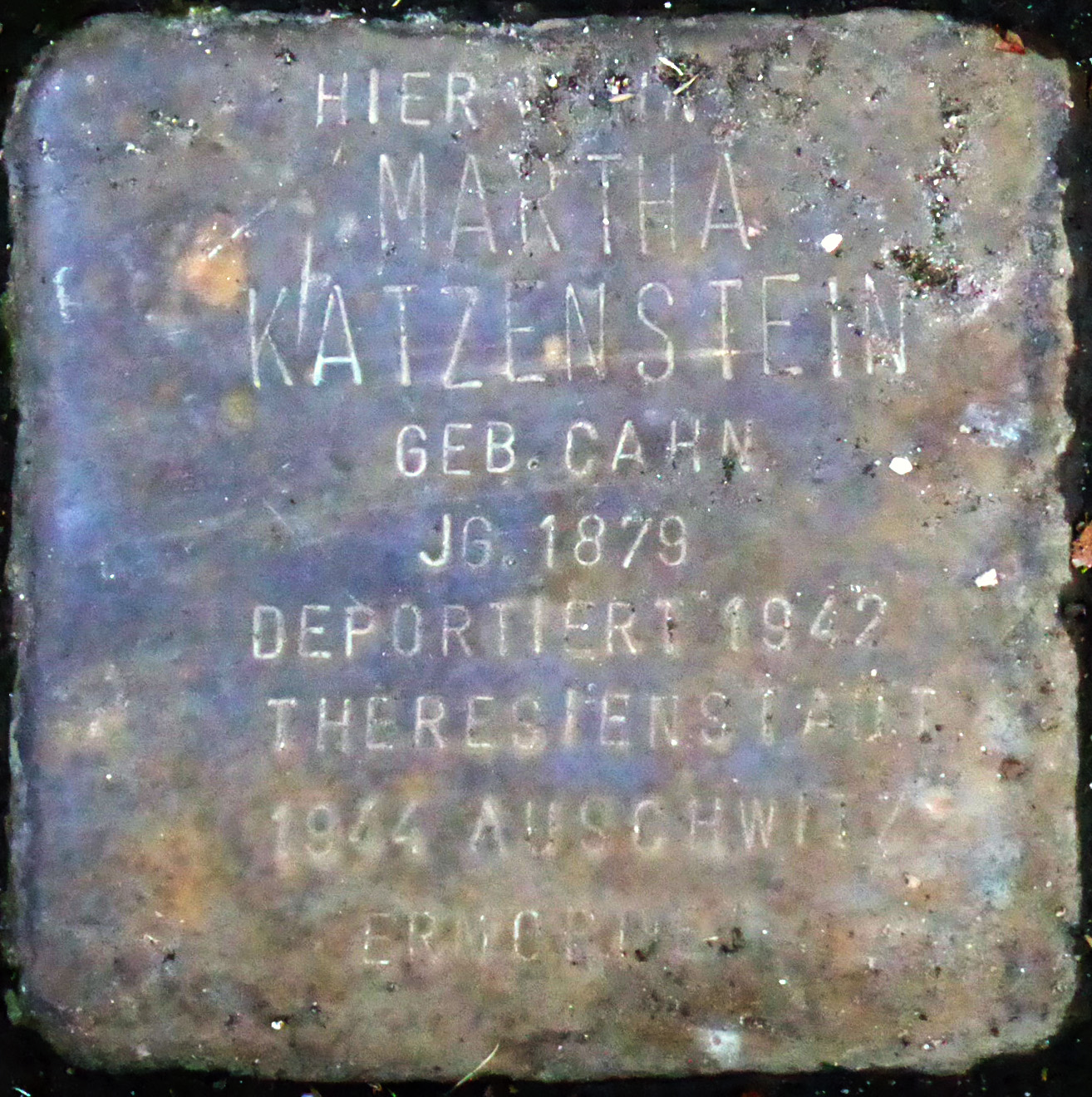
Stolperstein für Martha Katzenstein, geborene Cahn, ermordet 1944 im KZ Auschwitz

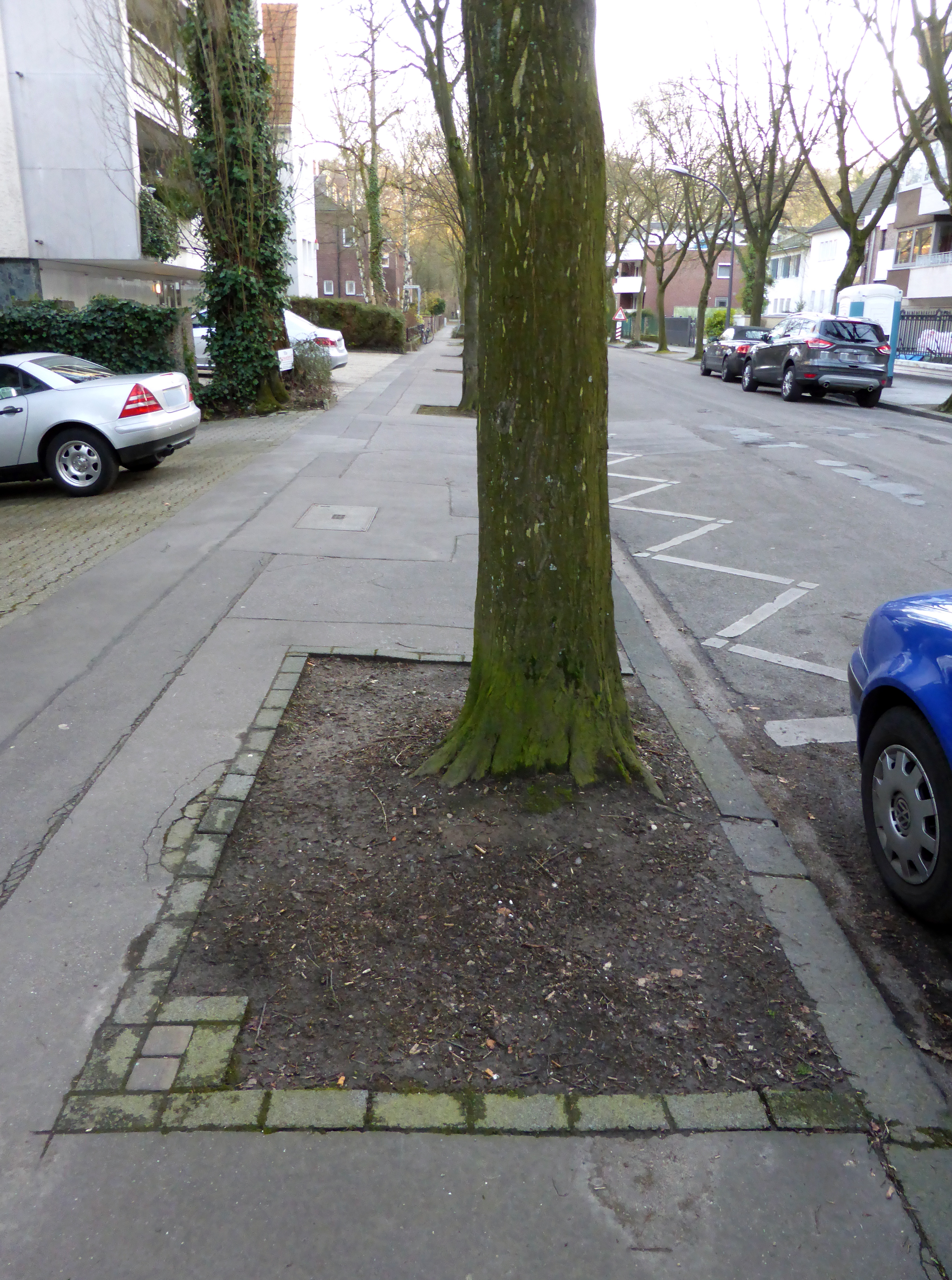
Die beiden Stolpersteine für das Ehepaar, hier nach der erneuten Verlegung durch Gunter Demnig weiter weg vom ehemaligen Wohnhaus

Richard Katzenstein (* 21. Oktober 1868 in Eschwege; gestorben 7. Dezember 1942 im Ghetto Theresienstadt) war ein deutscher Chemiker, Fabrikant für präparierte Pflanzen. Als Opfer des Holocaust gerieten er und seine Ehefrau Anfang des 21. Jahrhunderts, mehr als 60 Jahre nach seinem Tod, posthum in die Schlagzeilen, als gegen die für ihn und seine Ehefrau in Köln verlegten Stolpersteine geklagt wurde.

## Leben
Richard Katzenstein war der jüngste von vier Söhnen des Fabrikanten Julius (Juda) Katzenstein (* 1. März 1825 in Eschwege, gestorben 15. September 1902 in Kassel) und der Bertha geborene Wallach (* 18. November 1856 in Alsfeld; gestorben 3. Oktober 1899 in Eschwege). Seit 15. Mai 1887 studierte er zunächst in Hannover, danach Chemie an den Universitäten Würzburg und Rostock. Am 9. September 1895 zog Katzenstein nach Köln. Zum Dr. phil. promoviert, wurde er Teilhaber und mitarbeitender Chemiker in der Kölner Firma Herzfeld & Cie, die auf die Herstellung von Pflanzen-Präparaten spezialisiert war.
Mit seiner Ehefrau Martha, geborene Cahn, wohnte er seit  Mitte der 1930er Jahre im Kölner Stadtbezirk Lindenthal in der Raschdorffstraße 12. Anfang der 1940er Jahre wurden sie zwangsweise mit vielen anderen Juden im Ghettohaus Cäcilienstraße 18–22 interniert. Von dort aus wurden sie gemeinsam mit 962 anderen Personen am 15. Juni 1942 mit dem 1. Kölner Transport III/1 der Deutschen Reichsbahn in das Ghetto Theresienstadt deportiert. Von den Menschen auf diesem Transport überlebten nur 37 den Holocaust.
Richard Katzenstein starb laut der im tschechischen Nationalarchiv Prag erhaltenen Todesfallanzeige nur wenige Monate nach seiner Ankunft in Theresienstadt; als Todesursache ist ein "Lungenödem" angegeben. Martha Katzenstein wurde knapp zwei Jahre später aus dem Ghetto in das Konzentrationslager Auschwitz verschleppt und dort ermordet.

## Kontroverse um Stolpersteine
Nachdem aufgrund einer Initiative von Schülern und mittels einer Stiftung des Kölner Georg-Büchner-Gymnasiums Ende 2002 zwei Stolpersteine durch Gunter Demnig vor dem ehemaligen Wohnhaus von Richard und Martha Katzenstein verlegt worden waren, erhob ein Rechtsanwalt, zugleich Anwohner und Miteigentümer des betroffenen Gebäudes, Klage gegen die Stadt Köln auf Beseitigung oder zumindest anderweitige Verlegung der Erinnerungsmale. Er sah sein Eigentumsrecht durch die Gedenksteine nachhaltig beeinträchtigt und fühlte sich durch die tägliche Konfrontation mit dem Grauen der Nazizeit seelisch belastet. Der Kläger fühlte sich durch Nachfragen von Passanten in Erklärungsnot, sah sich durch die Gedenksteine verunglimpft und fürchtete eine Wertminderung seines Eigentums.
Die Klage des Anwohners wurde abgewiesen. Allerdings setzte Gunter Demnig im Dezember 2003 die beiden Stolpersteine „aus eigener Initiative an eine näher an der Straße befindliche Stelle um“.